# 小島村 (福島県)
小島村（おじまむら）は福島県伊達郡にあった村。現在の川俣町小島にあたる。

## 地理
- 山：布引山、太郎坊山
- 河川：広瀬川

## 歴史
- 1893年（明治26年）2月3日 - 小手村の一部（小島）が分立して発足。
- 1955年（昭和30年）3月1日 - 伊達郡川俣町・飯坂村・小綱木村・大綱木村・富田村・福田村および安達郡山木屋村と合併し、改めて伊達郡川俣町が発足。同日小島村廃止。